# Bird of Paradise (1932)

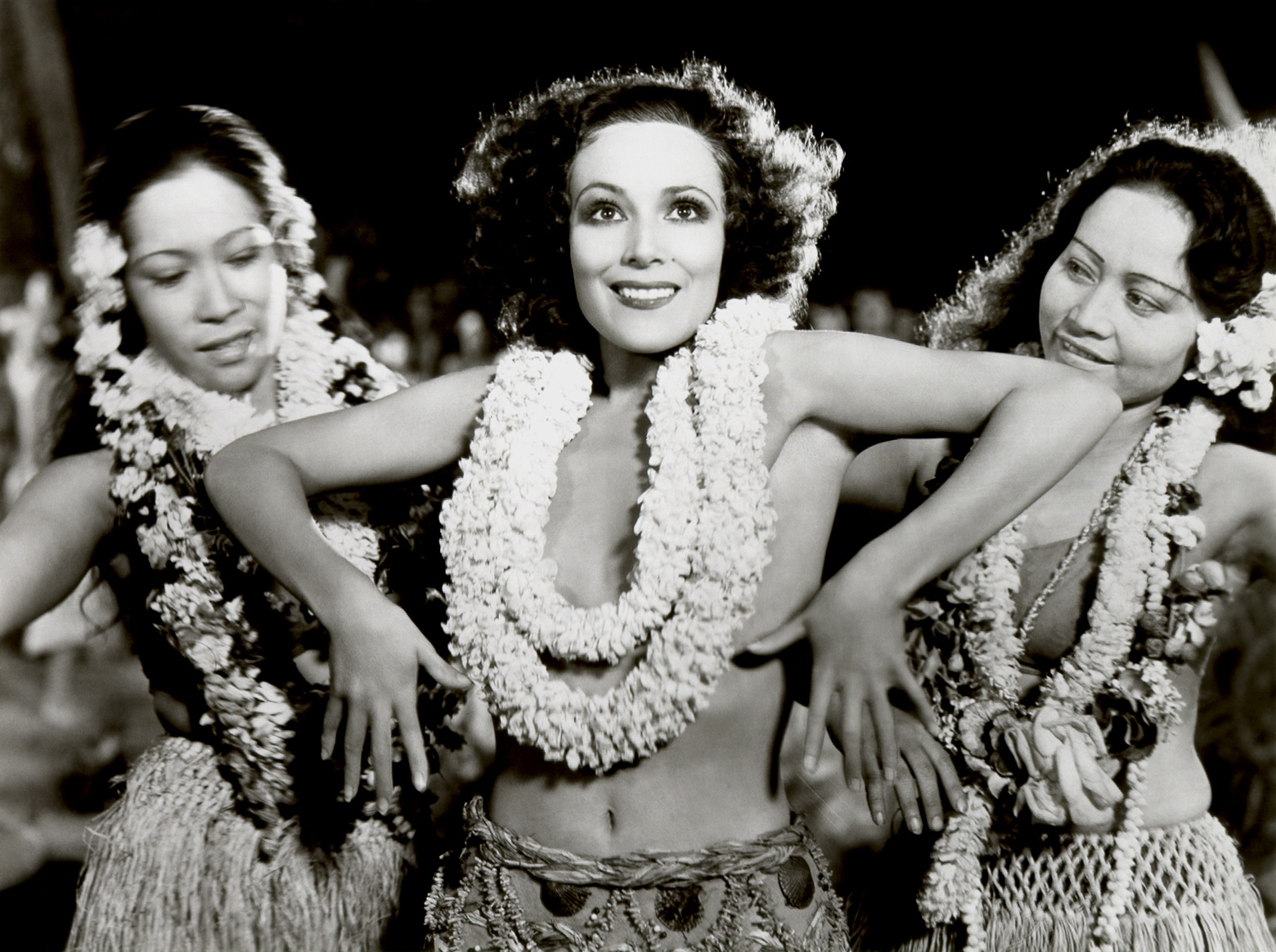
Scène uit Bird of Paradise

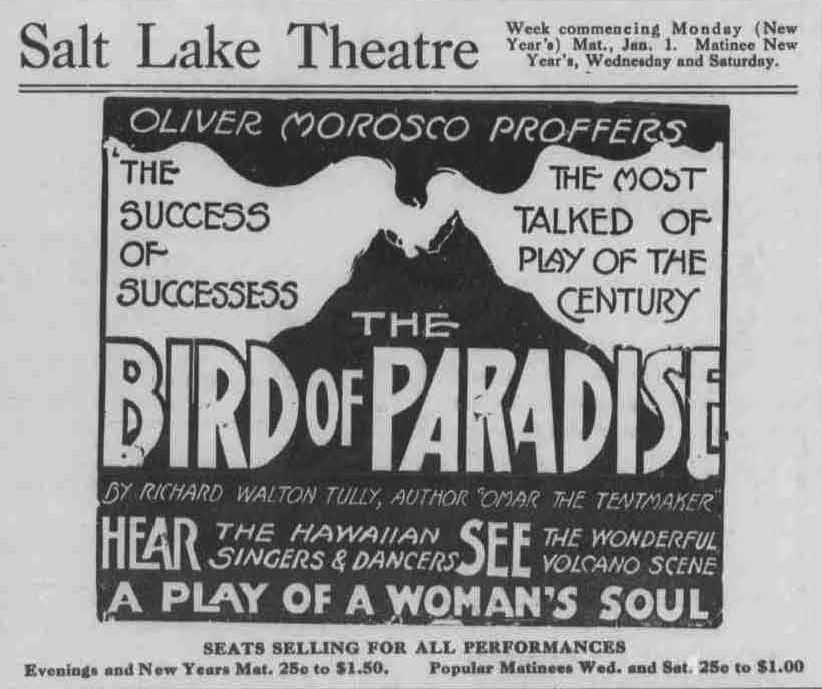
Advertentie voor Bird of Paradise

Bird of Paradise is een Amerikaanse avonturenfilm uit 1932 onder regie van King Vidor. Destijds werd de film uitgebracht onder de titel Verboden paradijs.

## Verhaal
Wanneer een schip aanmeert bij een vulkaaneiland in de Stille Zuidzee, krijgt de bemanning er een warm onthaal. Een jonge zeeman wil op het eiland blijven, omdat hij verliefd wordt op de knappe dochter van een stamhoofd. Zij zal door de inboorlingen worden geofferd om de vulkaan te kalmeren.

## Rolverdeling
| Acteur            | Personage        |
| ----------------- | ---------------- |
| Dolores del Río   | Luana            |
| Joel McCrea       | Johnny Baker     |
| John Halliday     | Mac              |
| Richard Gallagher | Chester          |
| Bert Roach        | Hector           |
| Lon Chaney jr.    | Thornton         |
| Wade Boteler      | Kapitein Johnson |
| Arnold Gray       | Walker           |
| Reginald Simpson  | O'Fallon         |
| Napoleon Pukui    | Koning           |
| Agostino Borgato  | Medicijnman      |
| Sofia Ortega      | Mahumahu         |